# Seneca (Illinois)
Seneca es una villa ubicada en el condado de LaSalle en el estado estadounidense de Illinois. En el Censo de 2010 tenía una población de 2371 habitantes y una densidad poblacional de 129,61 personas por km².

## Geografía
Seneca se encuentra ubicada en las coordenadas 41°17′12″N 88°37′40″O / 41.28667, -88.62778. Según la Oficina del Censo de los Estados Unidos, Seneca tiene una superficie total de 18.29 km², de la cual 17.18 km² corresponden a tierra firme y (6.06%) 1.11 km² es agua.

## Demografía
Según el censo de 2010, había 2371 personas residiendo en Seneca. La densidad de población era de 129,61 hab./km². De los 2371 habitantes, Seneca estaba compuesto por el 95.49% blancos, el 0.55% eran afroamericanos, el 0.3% eran amerindios, el 0.38% eran asiáticos, el 0% eran isleños del Pacífico, el 1.39% eran de otras razas y el 1.9% pertenecían a dos o más razas. Del total de la población el 4.05% eran hispanos o latinos de cualquier raza.